# 新潟県道361号万条新田越後中里停車場線

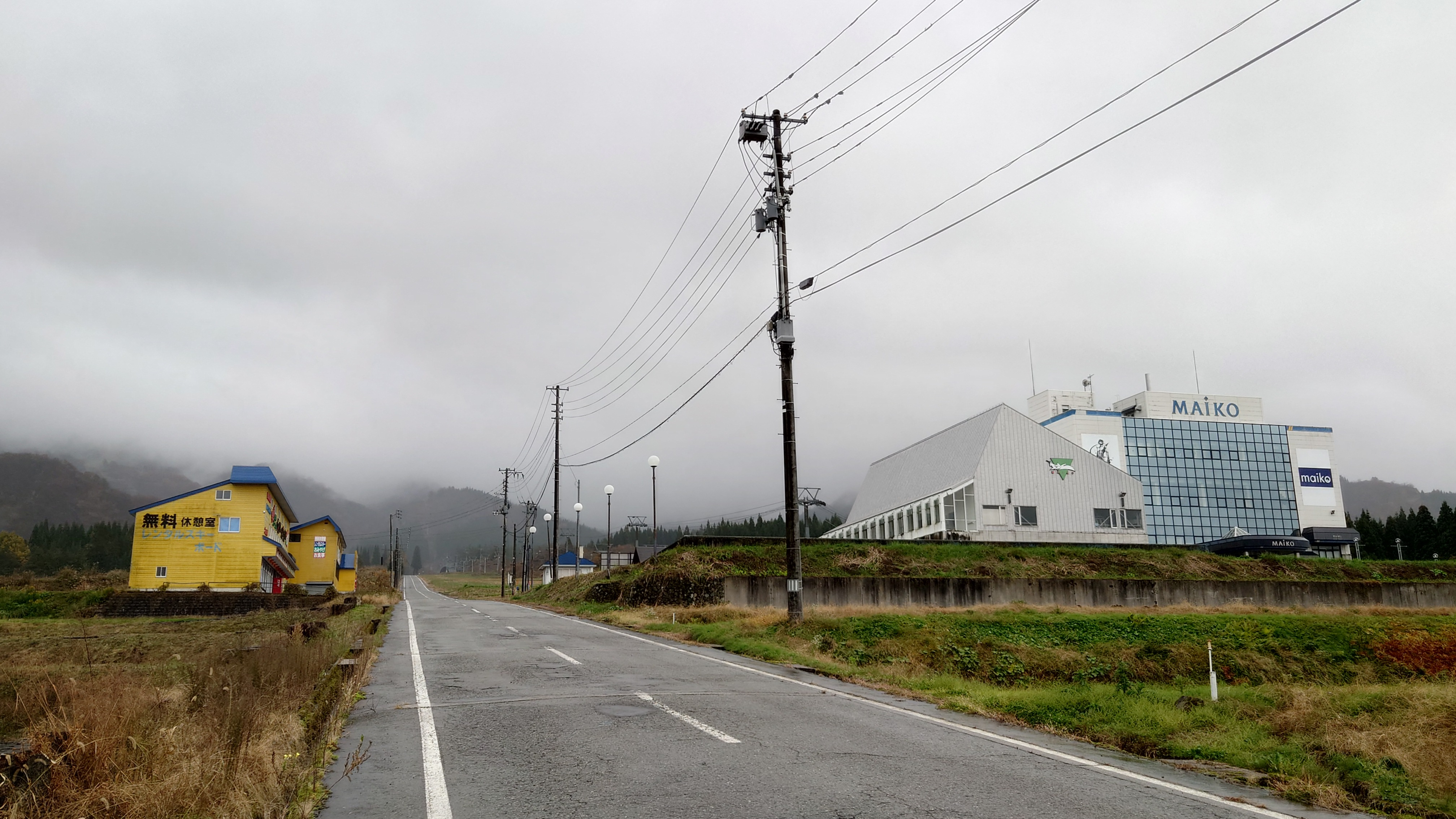
南魚沼市舞子字大原、舞子スキー場付近

新潟県道361号万条新田越後中里停車場線（にいがたけんどう361ごう まんじょうしんでんえちごなかざとていしゃじょうせん）は、新潟県南魚沼市から同県南魚沼郡湯沢町に至る一般県道である。

## 概要
南魚沼市舞子地内の新潟県道28号塩沢大和線から分岐し、舞子ゴンドラと並行しつつ飯士山付近の鞍部を通り湯沢町との市町境を越え、奥添地川に沿って南下し、土樽滝ノ又にて大源太川を渡り、上越線と並行しつつ万丈山の裾野を通り越後中里駅へ至る路線。
途中、舞子スキー場、岩原スキー場、湯沢パークスキー場、湯沢中里スキー場と直近に4つのスキー場があり、特に舞子スキー場はゲレンデ内を通る経路を取る。この経路を取る関係上この付近は冬季閉鎖となる。
また未開通区間の南魚沼市側は南魚沼市道一本杉線にも指定されている。

### 路線データ
- 起点：新潟県南魚沼市万条新田字屋敷添（新潟県道28号塩沢大和線交点）
- 終点：越後中里停車場（新潟県南魚沼郡湯沢町大字土樽字関下）

## 通過する自治体
- 新潟県
  - 南魚沼市 - 南魚沼郡湯沢町

## 接続する道路
- 新潟県道28号塩沢大和線（起点：南魚沼市万条新田字屋敷添）

この間冬季閉鎖区間あり（下記未開通区間含む）（場所：南魚沼市舞子字大原（「舞子スノーリゾート」南方）～湯沢町大字土樽字滝ノ又（「湯沢パークスキー場」北方）、距離：8.4km、期間：12月上旬～5月下旬、迂回路：なし）
この間未開通区間あり（湯沢町大字土樽地内、南魚沼市・湯沢町境付近、迂回路：なし）
- 新潟県道457号向原越後中里停車場線（湯沢町大字土樽地内（「湯沢パークスキー場」北方 - 「越後中里駅」前（終点））で重複）
- 新潟県道540号越後中里停車場線（湯沢町大字土樽地内（「土樽郵便局」北方 - 「越後中里駅」前（終点））で重複）
- 新潟県道541号土樽越後中里停車場線（湯沢町大字土樽地内（「越後中里駅」西方 - 「越後中里駅」前（終点））で重複）
- 湯沢町道（終点：湯沢町大字土樽字関下、「越後中里駅」前）

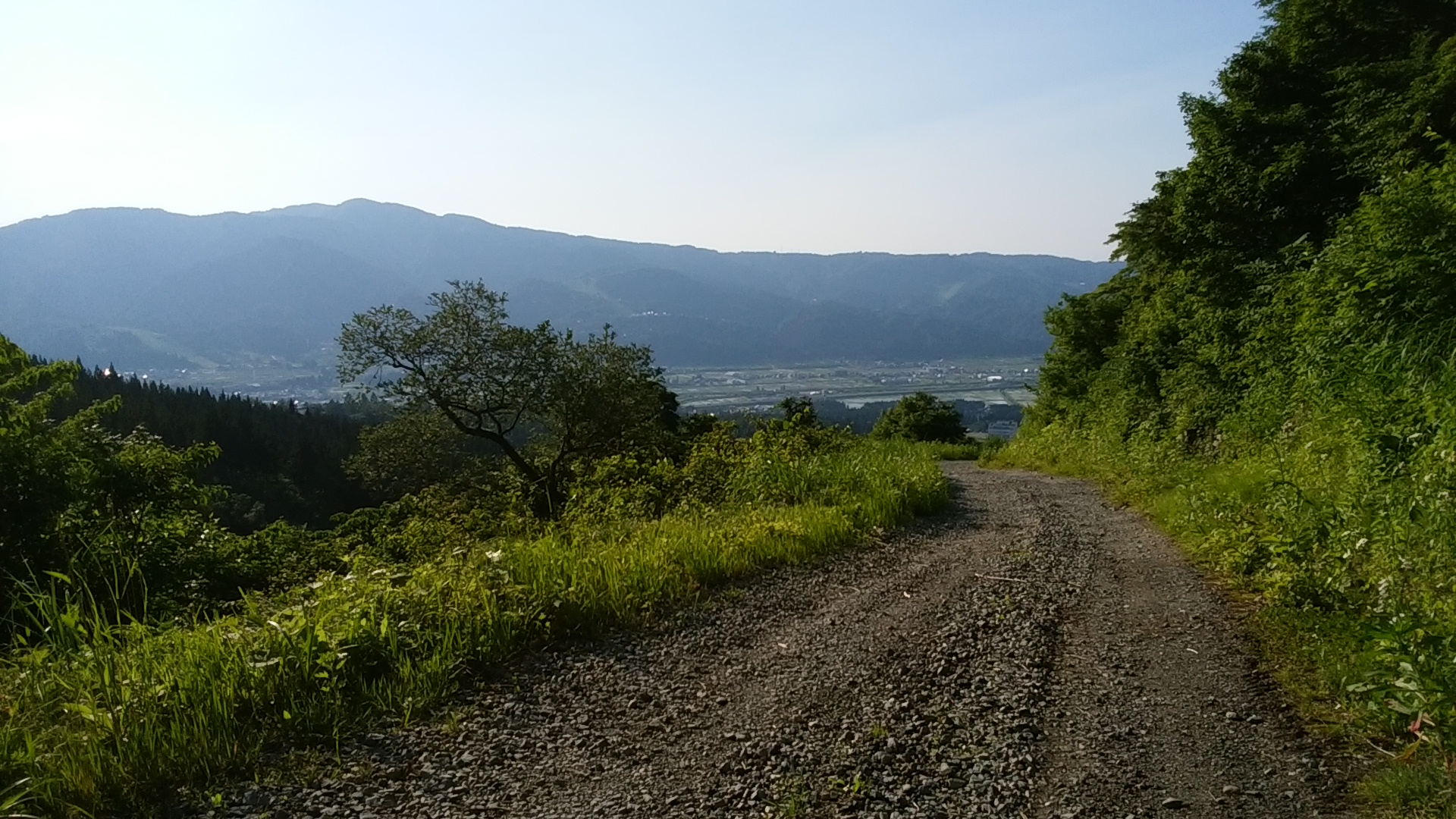
未開通部。舞子地内より魚沼丘陵を望む
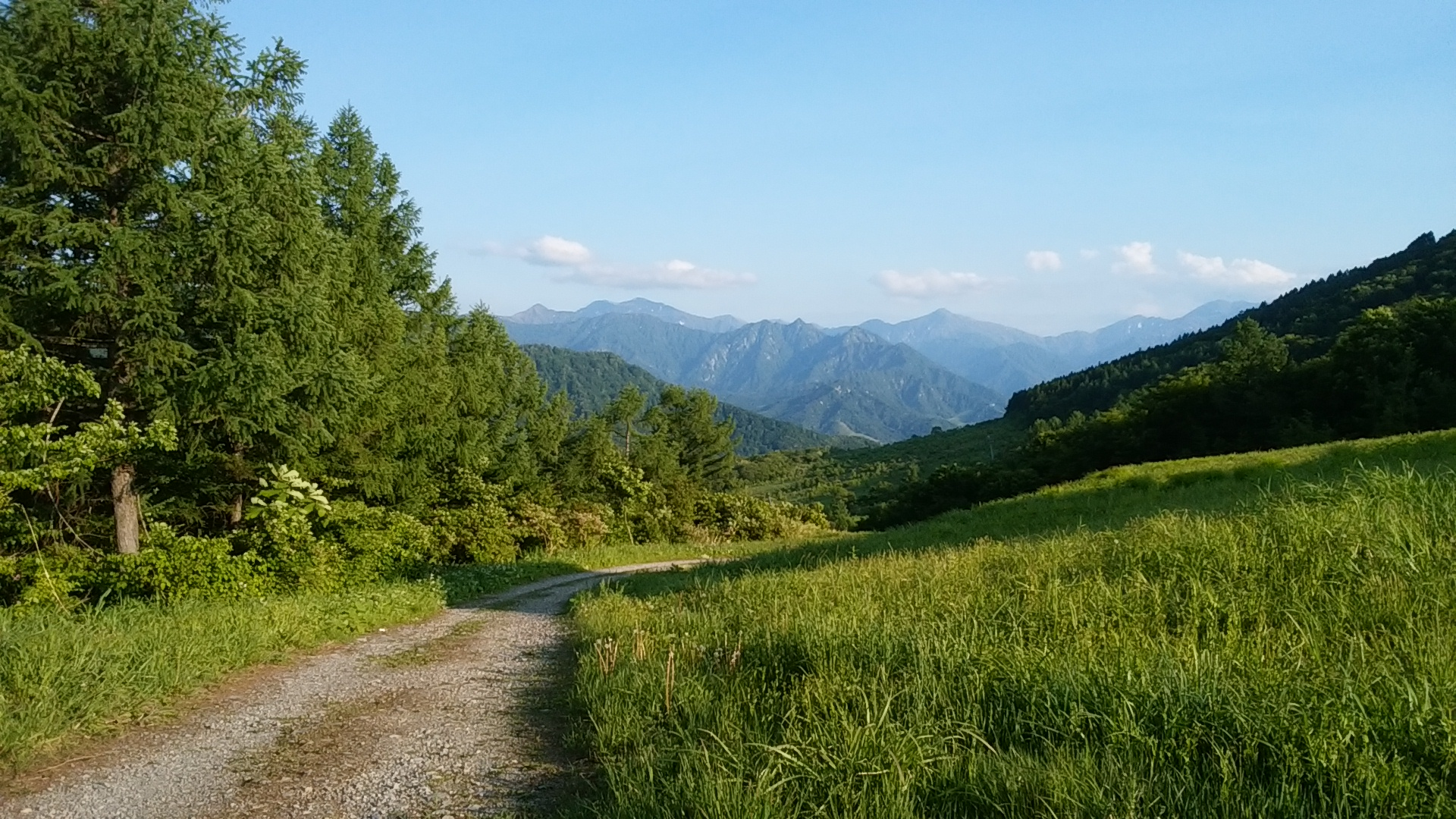
未開通部。峠部より上越国境を望む
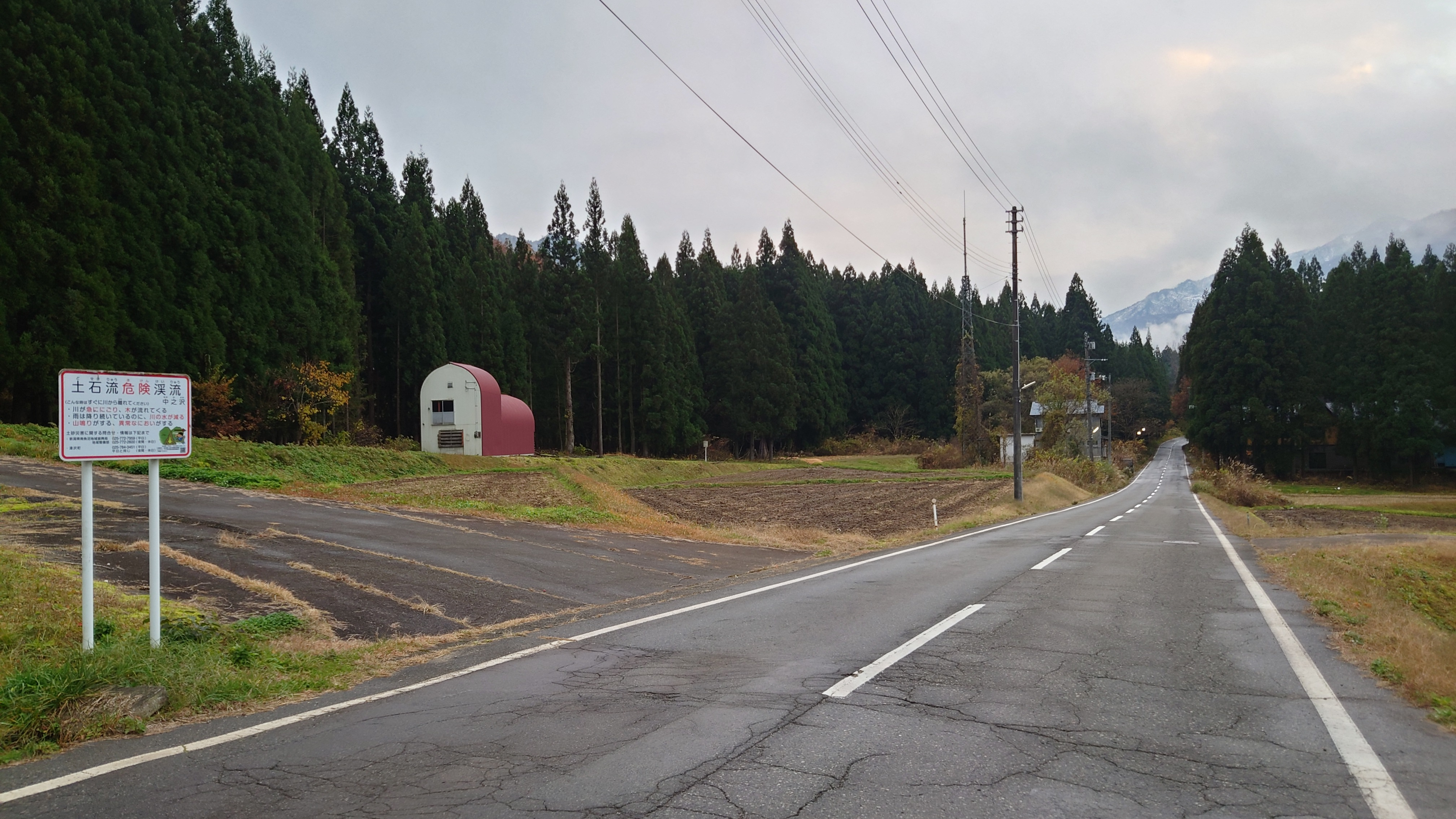
湯沢町大字土樽地内。越後中里駅方面を望む

## 周辺
- JR上越線 越後中里駅
- 湯沢町立土樽小学校
- 土樽郵便局
- 越後中里温泉
- 魚野川
- 舞子スノーリゾート
- 岩原（いわっぱら）スキー場
- 加山キャプテンコーストスキー場
- 湯沢パークスキー場
- 湯沢中里スキー場